# Спрінгпорт (Індіана)
Спрінгпорт (англ. Springport) — місто (англ. town) в США, в окрузі Генрі штату Індіана. Населення — 131 особа (2020).

## Географія
Спрінгпорт розташований за координатами 40°2′50″ пн. ш. 85°23′33″ зх. д. / 40.04722° пн. ш. 85.39250° зх. д. (40.047201, -85.392547).  За даними Бюро перепису населення США в 2010 році місто мало площу 0,31 км², уся площа — суходіл.

## Демографія
Згідно з переписом 2010 року, у місті мешкало 149 осіб у 61 домогосподарстві у складі 41 родини. Густота населення становила 479 осіб/км².  Було 72 помешкання (231/км²).
Расовий склад населення:
| - 96,6 % — білих |

До двох чи більше рас належало 3,4 %. Частка іспаномовних становила 0,0 % від усіх жителів.
За віковим діапазоном населення розподілялося таким чином: 22,8 % — особи молодші 18 років, 63,8 % — особи у віці 18—64 років, 13,4 % — особи у віці 65 років та старші. Медіана віку мешканця становила 41,2 року. На 100 осіб жіночої статі у місті припадало 75,3 чоловіків;  на 100 жінок у віці від 18 років та старших — 85,5 чоловіків також старших 18 років.
Середній дохід на одне домашнє господарство  становив 46 600 доларів США (медіана — 37 500), а середній дохід на одну сім'ю — 52 819 доларів (медіана — 41 250). За межею бідності перебувало 18,6 % осіб, у тому числі 37,1 % дітей у віці до 18 років та 9,7 % осіб у віці 65 років та старших.
Цивільне працевлаштоване населення становило 65 осіб. Основні галузі зайнятості: освіта, охорона здоров'я та соціальна допомога — 46,2 %, виробництво — 18,5 %, роздрібна торгівля — 6,2 %, будівництво — 6,2 %.